# Cephalops caeruleimontanus
Cephalops caeruleimontanus är en tvåvingeart som beskrevs av De Meyer 1992. Cephalops caeruleimontanus ingår i släktet Cephalops och familjen ögonflugor. Inga underarter finns listade i Catalogue of Life.